# Dimítris Mytarás
Dimítris Mytarás (grec moderne : Δημήτρης Μυταράς ; Chalcis, 18 juin 1934 - Athènes, 16 février 2017) est un peintre grec.

## Biographie
Dimítris Mytarás naît à Chalcis, sur l'île d'Eubée, en Grèce, le 18 juin 1934. Il suit des études de peinture au sein de l'École des beaux-arts d'Athènes (1953-1958) auprès des professeurs Giánnis Móralis et Spýros Papaloukás; Grâce à une bourse de la Fondation hellénique de bourses d'études de l'État, il poursuit ses études à Paris, où il étudie la scénographie au sein de l'École supérieure des arts décoratifs auprès des professeurs Labiche et Jean-Louis Barrault et l'architecture d'intérieur au sein de l'Institut national des métiers d'art (1960-1964),,. À son retour en Grèce, il enseigne la décoration intérieure à l'Institut technologique athénien à partir de 1964, puis, à partir de 1969, à l'École des beaux-arts d'Athènes, initialement en tant que conservateur de l'atelier de peinture., En 1977, il est élu professeur titulaire au sein de l'École des beaux-arts tandis que, entre 1982 et 1985, il est recteur de l'école. 
Nombre d'œuvres de Mytarás sont exposées à Athènes, dans des expositions individuelles au sein des galeries « Zygós », « Ástor », « Mérlin », au salon d'art « Téchni » de Thessalonique, ainsi que dans le cadre d'expositions individuelles et de biennales à Bologne, Florence, Rome, Gênes, Tokyo, São Paulo, Alexandrie, entre autres,. Des expositions rétrospectives de ses œuvres sont organisées au sein de la galerie Pierídis, la fondation Vellídion, ainsi que la galerie « Irmós » de Thessalonique, le château de Chenonceau en France, la Pinacothèque nationale d'Athènes, le Millesgården de Stockholm, entre autres. Il travaille également en tant que scénographe et costumier, en collaborant avec des institutions et des compagnies théâtrales de premier plan, comme entre autres le Théâtre national de Grèce, le Théâtre d'État de la Grèce du Nord, ou le Théâtre d'Art Károlos Koun, en décorant des bâtiments, en illustrant des livres et des albums, entre autres,. L'une de ses peintures orne l'album à succès de Giánnis Markópoulos intitulé « Ithagénia » (grec moderne : Ιθαγένεια), dans lequel chante Níkos Xyloúris. 
En mars 2008, il est élu membre titulaire de l'Académie d'Athènes. Par la suite, cependant, l'Académie le supprime de son annuaire au motif qu'il est désormais aveugle à la suite d'une maladie,. Parmi les distinctions qui lui sont décernées figure notamment celle de taxiarque de l'Ordre du Phénix. Un hommage lui est également rendu de la part de la ville de Chalcis, son lieu de naissance, où il y fonde, par la suite, un atelier d'art. Il meurt le 16 février 2017, à l'âge de 82 ans, à la suite de graves problèmes de santé.

## Son œuvre
Ses œuvres sont principalement de nature anthropocentrique. Elles se distinguent par la coexistence d'éléments contradictoires présentés ensemble de manière paradoxale, par un dessin intense et par l'emploi de couleurs claires et fortes. Partant du réalisme photographique, Mytarás se tourne progressivement vers l'abstraction pour parvenir vers une expression de forme expressionniste. La critique sociale est également présente en tant que thème dans son travail,.